# Román Emery (football, 1931)
Pour les articles homonymes, voir Emery.
Pour le footballeur né en 1902, grand-oncle de celui-ci, voir Román Emery (football, 1902).
Román Emery Alza est un footballeur espagnol né le 5 janvier 1931 à Irun et mort le 28 juin 2023. 
Il évoluait au poste de milieu de terrain.

## Biographie

### Vie privée
Il est le fils d'Antonio Emery (en), gardien du Real Unión de Irún dans les années 1920. Ses oncles Francisco Emery Arocena et Román Emery Arocena sont également joueurs à la même époque. Son frère Juan Emery (en) joue avec le Deportivo La Corogne et son neveu Unai Emery est joueur et entraîneur.

### En club
Román Emery est joueur du CD Logroñés de 1954 à 1956,.
Il évolue avec le CD Málaga de 1956 à 1958,.
Au total durant sa carrière, il dispute 67 matchs en deuxième division espagnole.